# East of Eden (groupe)
Pour les articles homonymes, voir East of Eden.
East of Eden est un groupe de rock progressif britannique, originaire de Bristol, en Angleterre. Il est formé par Dave Arbus, Ron Caines et Geoff Nicholson. Leur style musical est empreinte de jazz fusion et d'influences orientales.
Ils ont notamment participé au festival d'Amougies (Belgique) le 28 octobre 1969. Après de nombreux mouvements de personnel dès les années 1970, le trio initial se reformera pour l'album Kalipse.

## Biographie
Leur carrière commence en 1967 lorsqu'ils se forment à Bristol, en Angleterre, sous le nom de Pictures of Dorian Gray, par Dave Arbus (né David Arbus, le 8 octobre 1941, Leicester) (violon, flûte, saxophone, trompette), Ron Caines (né Ronald Arthur Caines, le 13 décembre 1939, Bristol) (également saxophone), Geoff Nicholson (né Geoffrey Nicholson, 27 juin 1948, près de Bristol, Somerset) (guitare, chant), Mike Price (basse), et Stuart Rossister (batterie). Price part au printemps 1968 et est remplacé par Terry Brace (né Terrence Brace, le 28 septembre 1943, à Bristol, Somerset). Le chanteur Al Read (Alan G Read, 26 mars 1942, Chelsea, Londres) les rejoint à cette période.
Avec cette formation, le groupe sort le très rare King of Siam le 25 juillet 1968. Ils participent au film Laughter in the Dark, réalisé par Tony Richardson.
En septembre 1968, Brace part est remplacé par Steve York (né le 24 avril 1948, Londres) et Rossister part aussi pour être remplacé en septembre 1968 par Dave Dufort (né David Dufort, en 1947, à Londres). En 1968, il se délocalisent à Londres, et le groupe signe un contrat de distribution avec le label Deram Records. En février 1969, Dufort part et Bryan Appleyard est remplacé en juin 1969 par Geoff Britton (né Geoffrey Britton, 1er août 1943, Lewisham, South East London) (batterie), qui rejoindra plus tard Wings. York part aussi en juin 1969 et est remplacé par le bassiste Andy Sneddon (né Andrew Sneddon, le 8 mai 1946, Kilbirnie, Ayrshire, Écosse).
En 1969, ils publient l'album Mercator Projected, suivi peu après par Snafu (1970), et la chanson Jig-a-Jig, seule compilation européenne en 1971. Snafu atteint le top 30 de l'UK Albums Chart alors que le single Ramadhan, atteint la deuxième place en France. Caines et Nicholson quittent le groupe dans les années 1970 après un contrat infructueux avec le label Harvest Records. Arbus part aussi à cette période pour être remplacé par Joe O'Donnell. Le groupe continue d'enregistrer et de tourner en Europe.
En mai 1970, leur premier guitariste Nicholson part. Le groupe se sépare en 1978 après divers changements de partenariat. Les membres importants incluent Al Read ; le bassiste Terence « Terry » Brace ; le bassiste Andy Sneddon ; le bassiste/vocaliste David « Davy » Jack (né le 24 janvier 1940, Écosse), le batteur Jeff Allen (né Jeffrey Allen, le 23 avril 1946, Matlock, Derbyshire) (vers juin 1970) ; le claviériste Martin Fisher ; et violoniste Joe O'Donnell ; Alan « Al » Perkes ; et le guitariste Garth Watt-Roy.

## Membres
- Dave Arbus - violon, flûte, saxophone
- Geoff Britton - batterie
- Ron Caines - saxophone alto
- Dave Dufort - batterie
- Geoff Nicholson - guitare, chant
- Joe O'Donnell - violon
- Mike Price - guitare basse
- Stuart Rossister - batterie
- Andy Sneddon - guitare basse
- Steve York - guitare basse

## Discographie
- 1969 : Mercator Projected  (Deram)
- 1970 : Snafu (Deram)
- 1971 : Jig-a-Jig (Deram)
- 1971 : East of Eden (Harvest)
- 1971 : New Leaf (Harvest)
- 1975 : Another Eden
- 1976 : Here We Go Again (EMI)
- 1976 : It's The Climate (EMI)
- 1978 : Silver Park (EMI)
- 1997 : Kalipse (Transatlantic)
- 2001 : Armadillo (Blueprint Voiceprint)
- 2005 : Graffito (Eclectic)